# Qazaqstan Top Division 1995
La Qazaqstan Top Division 1995 è stata la 4ª edizione della massima divisione del calcio kazako.

## Stagione

### Novità
Al termine della stagione 1994 sono retrocesse in Birinşi Lïga Ýralec e Iassy. Dalla Birinşi Lïga sono salite Munaıshy e Qaınar. 
Prima dell'inizio della stagione, il Hımık Qostanay ha cambiato nome in Tobyl.

## Classifica
|                       | Pos. | Squadra           | Pt | G  | V  | N | P  | GF | GS  | DR  |
| --------------------- | ---- | ----------------- | -- | -- | -- | - | -- | -- | --- | --- |
| Kazakistan (bandiera) | 1.   | Elimaı            | 67 | 30 | 21 | 4 | 5  | 68 | 23  | +45 |
|                       | 2.   | Taraz             | 62 | 30 | 20 | 2 | 8  | 61 | 34  | +27 |
|                       | 3.   | Shahter Qaraǵandy | 60 | 30 | 18 | 6 | 6  | 43 | 24  | +19 |
|                       | 4.   | Jiger             | 52 | 30 | 16 | 4 | 10 | 59 | 34  | +25 |
|                       | 5.   | Gornıak Hromtaý   | 50 | 30 | 14 | 8 | 8  | 49 | 27  | +32 |
|                       | 6.   | Qaınar            | 45 | 30 | 13 | 6 | 11 | 33 | 32  | +1  |
|                       | 7.   | Ansat             | 45 | 30 | 12 | 9 | 9  | 38 | 28  | +10 |
|                       | 8.   | Vostok Óskemen    | 42 | 30 | 13 | 3 | 14 | 40 | 41  | -1  |
|                       | 9.   | Qairat            | 41 | 30 | 13 | 2 | 15 | 37 | 35  | +2  |
|                       | 10.  | Cesna             | 39 | 30 | 11 | 6 | 13 | 36 | 42  | -6  |
|                       | 11.  | Batır             | 37 | 30 | 10 | 7 | 13 | 22 | 32  | -10 |
|                       | 12.  | Tobyl             | 36 | 30 | 10 | 6 | 14 | 30 | 37  | -7  |
|                       | 13.  | SKİF-Ordabasy     | 32 | 30 | 8  | 8 | 14 | 28 | 33  | -5  |
|                       | 14.  | Aktyubïnec        | 32 | 30 | 9  | 5 | 16 | 26 | 45  | -19 |
|                       | 15.  | Bolat             | 29 | 30 | 8  | 5 | 17 | 34 | 45  | -11 |
|                       | 16.  | Munaıshy          | 8  | 30 | 1  | 5 | 24 | 15 | 107 | -92 |

Legenda:
      Campione del Kazakistan e ammessa al Campionato d'Asia per club 1996-1997
      Ammessa alla Coppa delle Coppe dell'AFC 1996-1997
Note:
Tre punti a vittoria, uno a pareggio, zero a sconfitta.